# Automatismo cardiaco
Per automatismo cardiaco si intende la capacità delle fibre cardiache di depolarizzarsi e di effettuare un nuovo potenziale di azione spontaneamente, cioè senza che avvenga uno stimolo elettrico esterno dal sistema nervoso. 

## Automatismo normale
Questa depolarizzazione spontanea è dovuta alle varie membrane del plasma all'interno del cuore che hanno ridotto la permeabilità del potassio, ionizzato positivamente (K+), ma che ancora permettono il trasferimento passivo degli ioni del sodio. Il canale così creato porta ad un guadagno netto di cariche positive nella diastole.
L'automaticità, in situazioni normali, ha il suo punto di inizio nel nodo del seno, tale corrente viene chiamata "Pacemaker del cuore". 

### Overdrive suppression
L'automatismo del nodo del seno prevale normalmente su tutti gli altri possibili pacemaker latenti grazie al fenomeno chiamato "overdrive suppression", ovvero blocca ogni altro possibile pacemaker sul nascere grazie alla sua elevata frequenza di scarico. Anomalie dell'automatismo normale comportano la nascita di aritmie.

## Automatismo anormale
Le alterazioni dell'automatismo sono state ricreate in parte in laboratorio usando un passaggio di corrente che riducendo il potenziale diastolico. Possono avvenire nella muscolatura e nelle fibre di Purkinje, esse sono state osservate soprattutto in piccoli mammiferi e ancora non sono chiare la relazione che hanno con le aritmie, 
Diversa è l'attività trigger che non prevede l'automatismo.